# Kaiserstraße 18 (Quedlinburg)

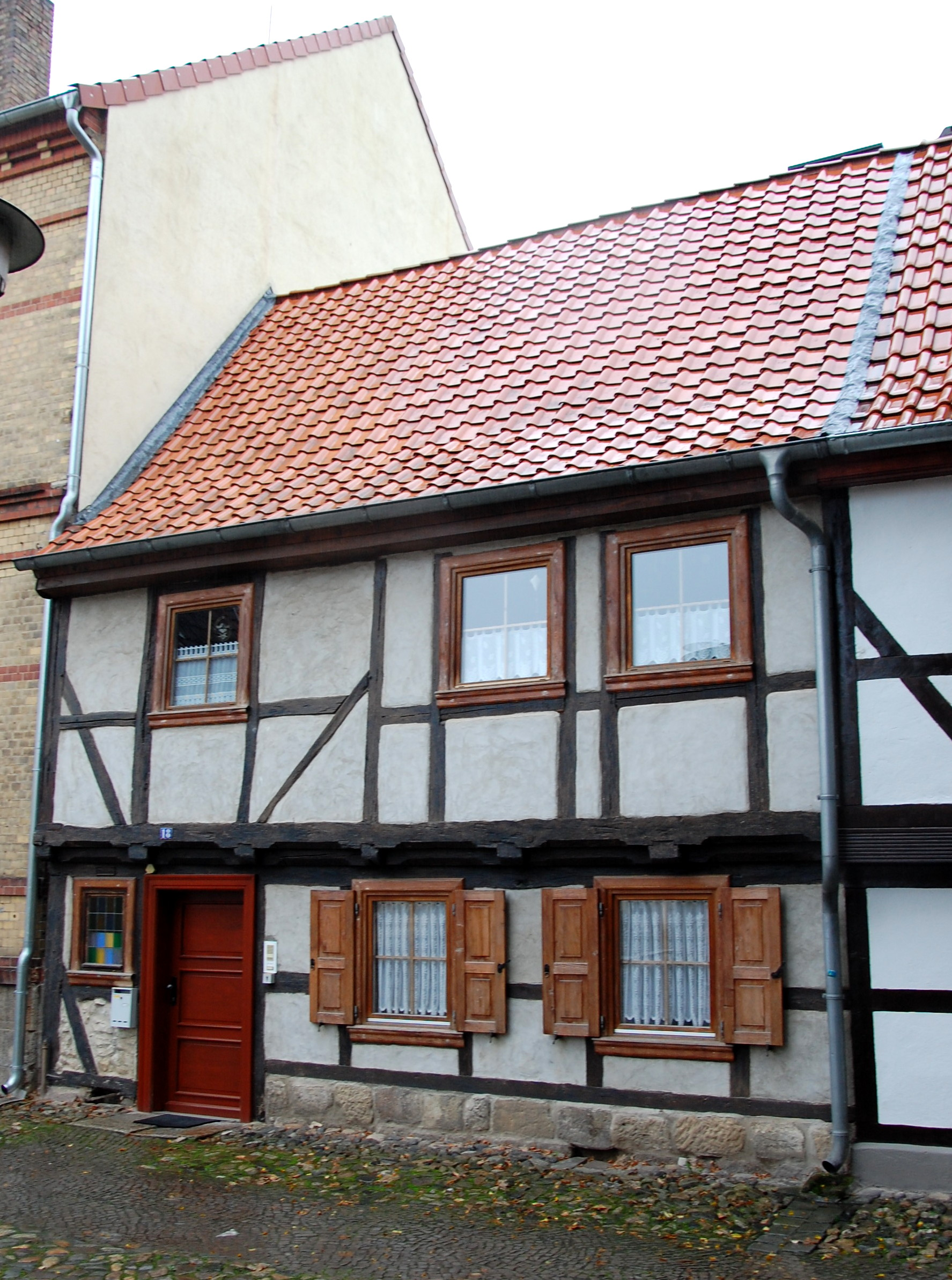
Kaiserstraße 18

Das Haus Kaiserstraße 18 ist ein denkmalgeschütztes Gebäude in der Stadt Quedlinburg in Sachsen-Anhalt.

## Lage
Es befindet sich in der historischen Quedlinburger Neustadt auf der Südseite der Kaiserstraße und ist im Quedlinburger Denkmalverzeichnis als Wohnhaus eingetragen.

## Architektur und Geschichte
Das kleine zweigeschossige Fachwerkhaus entstand in der Zeit um 1720. Als einzige Verzierung des Fachwerks befindet sich an der Stockschwelle und den Füllhölzern eine Fase.